# Tetragoneura naumanni
Tetragoneura naumanni är en tvåvingeart som beskrevs av Duret 1976. Tetragoneura naumanni ingår i släktet Tetragoneura och familjen svampmyggor. Inga underarter finns listade i Catalogue of Life.